# Damion James
Damion James (Hobbs, 7 de outubro de 1987) é um jogador estadunidense de basquete profissional que atualmente joga pelo Hapoel Eliat da Ligat HaAl. Foi draftado em 2010 na segunda rodada pelo Atlanta Hawks.

## Estatísticas

### Temporada regular
| Ano     | Equipe      | PJ | PT | MPP  | %TC  | %3P  | %TL   | RPP | APP | ROB | TPP | PPP |
| ------- | ----------- | -- | -- | ---- | ---- | ---- | ----- | --- | --- | --- | --- | --- |
| 2010-11 | New Jersey  | 25 | 9  | 16.1 | .447 | .000 | .643  | 3.4 | .8  | .6  | .5  | 4.4 |
| 2011-12 | New Jersey  | 7  | 7  | 24.3 | .371 | .000 | .667  | 4.7 | .4  | 1.0 | 1.0 | 4.9 |
| 2012-13 | Brooklyn    | 2  | 0  | .0   | .000 | .000 | .000  | .5  | .0  | .0  | .0  | .0  |
| 2013-14 | San Antonio | 5  | 1  | 10.0 | .222 | .000 | 1.000 | 2.4 | .6  | .0  | .2  | 1.2 |
| Total   | Total       | 39 | 17 | 16.0 | .415 | .000 | .667  | 3.4 | .7  | .6  | .5  | 3.8 |